# 安徽金粟兰
安徽金粟兰（学名：Chloranthus anhuiensis）为金粟兰科金粟兰属的植物，是中国的特有植物。分布于中国大陆的安徽等地，生长于海拔500米至700米的地区，常生于山坡以及沟边林下荫湿处，目前尚未由人工引种栽培。

## 别名
黑细辛（安徽）